# D'erlanger
D'erlanger  (officiellement écrit en majuscules : D'ERLANGER), est un groupe de rock japonais. Il est créé en 1983, dans le genre heavy metal. Après plusieurs changements de membres et un passage au rock alternatif, il sort en 1989 un premier album en indépendant (La Vie En Rose), puis un second en 1990 sur le label BMG Japan (Basilisk) qui se classe 5e des charts Oricon. Malgré ce bon résultat, le groupe se sépare en fin d'année. Il se reforme 17 ans plus tard, en 2007, et sort plusieurs albums sur le label Cutting Edge d'Avex. Son chanteur kyo participe en 2012 au groupe temporaire Halloween Junky Orchestra de Hyde. En septembre 2023, le groupe sort son 10e album studio intitulé « Rosy Moments 4D » – qui, comme ils l'ont dit dans une interview avec Visual Music Japan, symbolisant l'achèvement d'un cycle, le numéro 10 revêt une signification pour le groupe alors qu'il rend hommage. à leur premier album, « La Vie en Rose », sorti en 1989.
Le nom du groupe est probablement une référence à la rue Erlanger à Paris et au meurtre de Renée Hartevelt commis par Issei Sagawa. Le groupe n'a jamais confirmé cette hypothèse mais a toujours laissé sous-entendre que c'était un mot français.

## Membres
- kyo (Hiroshi Isono) : chant en 1988–1990, 2007–présent (ex : Runaway Boys, Dead Wire, Saber Tiger, Ba-Ra, Die in Cries, Bug)
- Cipher (Ichiro Takigawa) : guitare en 1983–1990, 2007–présent (ex : Body, Craze)
- Seela (Tomohiro Nakao) : basse en 1983–1990, 2007–présent (ex : Fix, Vinyl, Atomic Zaza, No Stars Innovation)
- Tetsu (Tetsu Kikuchi) : batterie en 1987–1990, 2007–present (ex : Rabbit, Dead Wire, Saber Tiger, Zi:Kill, Body, Craze)

Ex-membres
- Kaoru (Kaoru Miyahira) chant en 1983–1984
- Shi-Do (Tadashi Uno) : batterie en 1983–1987
- Dizzy (Yoshifumi Fukui) : chant en 1984–1988 (ex : Strawberry Fields, Vinyl)

## Discographie

### Albums
Albums Studio
- La Vie En Rose (1989) (No. 25 à l'Oricon)
- Basilisk (1990) (No. 5 à l'Oricon)
- Lazzaro (2007) (No. 32 à l'Oricon)
- The Price of Being a Rose is Loneliness (2008) (No. 22 à l'Oricon)
- D'erlanger (2009) (No. 19 à l'Oricon)

Albums live
- Moon and the Memories... the Eternities Last Live 1 (1991) (No. 5 à l'Oricon)
- Moon and the Memories... the Eternities Last Live 2 (1991) (No. 7 à l'Oricon)
- Deep Inside of You (2011, CD+DVD)

Compilations
- Pandora (2007, CD+DVD) (No. 54 à l'Oricon)
- A Fabulous Thing in Rose (2010, self-covers) (No. 26 à l'Oricon)

### Autres disques
Demos
- Tonight (1984)
- The Birth of Splendid Beast!! (1985)
- Blue (1985)
- Sadistic Emotion (1987)

Singles
- Girl (1987)
- La Vie En Rose (1989)
- Darlin' (1990) (No. 9 à l'Oricon)
- Lullaby -1990- (1990) (No. 12 à l'Oricon)
- Zakuro (柘榴) (2008) (No. 26 à l'Oricon)

### Videos
VHS
- An Aphrodisiac (1989)
- La Vie En Rose (1989, en distribution limitée)
- Incarnation of Eroticism ~Live at Hibiya Yaon~ (1990)
- Kid's Blue PYX '90 SPR (1990, dans un magazine)
- Kindan no Tobira ~Abstinence's Door~ (禁断の扉...) (1990)
- Moon and the Memories... the Eternities/Last Video (1991)

DVD
- Incarnation of Eroticism ~Live at Hibiya Yaon~ (2001)
- Kindan no Tobira ~Abstinence's Door~ (禁断の扉...) (2001)
- Moon and the Memories... the Eternities/Last Video (2001)
- Bara Iro no Sekai (薔薇色の視界) (2007)
- Bara Iro no Jinsei -La Vie En Rose- (薔薇色の人生...) (2008)
- 13e Cross Intoxication (2010)
- Deep Inside of You (2011)